# Pleiostomellina pernambucensis
Pleiostomellina pernambucensis är en svampart som beskrevs av Bat., J.L. Bezerra & Cavalc. 1964. Pleiostomellina pernambucensis ingår i släktet Pleiostomellina, klassen Dothideomycetes, divisionen sporsäcksvampar och riket svampar.   Inga underarter finns listade i Catalogue of Life.